# 巴拉卡尔多
巴拉卡尔多是西班牙巴斯克自治区比斯开省的一个市镇。总面积25.03平方公里，总人口100502人（2013年），人口密度4015人/平方公里。

## 人口
历年人口

数据来源：西班牙国家统计局

## 姊妹城市
- 古巴 十月十日鎮[4]
- 西撒哈拉 Daira Burka-a Aaiun[4]
- 西班牙 托雷德尔坎波[4]
- 波托維耶霍[4]